# Peucedanum soongaricum
Peucedanum soongaricum är en flockblommig växtart som beskrevs av George Don jr. Peucedanum soongaricum ingår i släktet siljor, och familjen flockblommiga växter. Inga underarter finns listade i Catalogue of Life.